# Eesti Rahvusringhääling
Pour les articles homonymes, voir ERR.
Eesti Rahvusringhääling en français : « Radio-télévision publique estonienne », abrégé en ERR, est la compagnie de radio-télévision nationale estonienne. Fondée en 2007, elle regroupe au sein d'une même structure les services de radiodiffusion et de télédiffusion publics, autrefois distincts.

## Histoire
Les premières émissions régulières de la radio estonienne (alors dénommée Raadio-Ringhäälingut) débutent le 18 décembre 1926. Celle-ci est rebaptisée Radio Tallinn au moment de l'annexion du pays par l'Union soviétique. La première chaîne de télévision voit quant à elle le jour le 19 juillet 1955 sous le nom de Tallinna Televisioonistuudio (studio de télévision de Tallinn).
En 1991, au moment de l'indépendance du pays, la radio et la télévision se détachent de la radio-télévision soviétique auxquelles elles étaient jusqu'alors subordonnées et se constituent en entreprises publiques : d'une part Eesti Televisioon (entreprise de télédiffusion), de l'autre Eesti Radio (entreprise de radiodiffusion).
En 2007, les deux entités sont réunies en une unique entreprise publique, décision gouvernementale entérinée par une loi votée par le parlement estonien le 18 janvier. Celui-ci institue également un conseil de régulation (Eesti Ringhäälingunõukogu) ayant autorité pour la radio et la télévision. La loi devient effective au 1er juin de cette même année. La radio-télévision estonienne se veut basée sur « les valeurs de l'innovation, du service public et du professionnalisme ».
Eesti Rahvusringhääling est membre de l'union européenne de radio-télévision depuis 1993.

## Activités
Eesti Rahvusringhääling opère cinq stations de radio, deux chaînes de télévision diffusées sur le réseau hertzien, une chaîne d'information en continu diffusée sur Internet et plusieurs services interactifs. 

### Radio
- Vikerraadio
- Raadio 2
- Klassikaraadio
- Raadio 4
- Raadio Tallinn

### Télévision
- Eesti Televisioon
- ETV 2
- ETV+ (En russe)